# Saccharosydne ornatipennis
Saccharosydne ornatipennis är en insektsart som beskrevs av Frederick Arthur Godfrey Muir 1926. Saccharosydne ornatipennis ingår i släktet Saccharosydne och familjen sporrstritar. Inga underarter finns listade i Catalogue of Life.